# Forêt de Freyr
Forêt de Freyr är en skog i Belgien.   Den ligger i provinsen Luxemburg och regionen Vallonien, i den sydöstra delen av landet, 120 km sydost om huvudstaden Bryssel.
I omgivningarna runt Forêt de Freyr växer i huvudsak blandskog. Runt Forêt de Freyr är det ganska glesbefolkat, med 27 invånare per kvadratkilometer.